# (49) Pales
(49) Pales – planetoida z pasa głównego planetoid okrążająca Słońce w ciągu 5 lat i 162 dni w średniej odległości 3,09 j.a. Została odkryta 19 września 1857 roku w Paryżu przez Hermanna Goldschmidta. Nazwa planetoidy pochodzi od Pales, w mitologii rzymskiej bóstwa pasterzy i trzód.